# Grizzly Park (film)
Grizzly Park este un film de groază american din 2008, regizat de Tom Skull cu actorii Glenn Morshower și Emily Baldoni.

## Descriere
Opt adolescenți trebuie să facă muncă în folosul comunității pentru faptele lor. Ei sunt conduși de pădurarul Bob, dar trebuie să se ferească din cauza unui criminal în serie care a evadat dar și din pricina lupilor și a unui urs.

## Actori
- Glenn Morshower - pădurarul Bob
- Emily Baldoni - Bebe
- Zulay Henao - Lola
- Julie Skon - Candy
- Kavan Reece - Ryan
- Randy Wayne - Michael Scab
- Trevor Peterson - Trickster
- Shedrak Anderson III - Ty
- Jelynn Rodriguez - Kiki
- Brody the bear - ursul grizzly

## Continuare
Din 2008 este în dezvoltare Grizzly Park II. Filmul este produs și scenarizat de Belle Avery, își are acțiunea în Virginia, fiind filmat în Southwest Virginia.